# EV Zeltweg
EV Zeltweg (celým názvem: Eishockeyverein Zeltweg) byl rakouský klub ledního hokeje, který sídlil v Zeltwegu ve spolkové zemi Štýrsko. Založen byl v roce 1950. Poslední účast v nejvyšší soutěži se datuje do sezóny 2000/01. V roce 2010 se klub po dlouhých finančních problémech ocitl v konkursu, který pro něj znamenal jeho zánik. Nástupcem sportovní činnosti ve městě se poté stala nová organizace pod názvem EV Zeltweg 2010. Klubové barvy byly červená a černá.
Své domácí zápasy odehrával v Aichfeldhalle s kapacitou 2 400 diváků.

## Historické názvy
- 1950 – EV Zeltweg (Eishockeyverein Zeltweg)
- 2007 – EV Aicall Zeltweg (Eishockeyverein Aicall Zeltweg)

## Přehled ligové účasti
Zdroj:
- 1980–1981: Eishockey-Nationalliga (2. ligová úroveň v Rakousku)
- 1983–1984: Eishockey-Nationalliga (2. ligová úroveň v Rakousku)
- 1985–1987: Eishockey-Oberliga (3. ligová úroveň v Rakousku)
- 1987–1988: Eishockey-Nationalliga (2. ligová úroveň v Rakousku)
- 1990–1993: Eishockey-Oberliga (3. ligová úroveň v Rakousku)
- 1993–1994: Eishockey-Nationalliga (2. ligová úroveň v Rakousku)
- 1994–1996: Österreichische Eishockey-Liga (1. ligová úroveň v Rakousku)
- 1996–2000: Eishockey-Nationalliga (2. ligová úroveň v Rakousku)
- 2000–2001: Österreichische Eishockey-Liga (1. ligová úroveň v Rakousku)
- 2001–2009: Eishockey-Nationalliga (2. ligová úroveň v Rakousku)